# Guerra Saudita-Raxidi (1903–1907)
A Guerra Saudita-Raxidi de 1903 a 1907, também conhecida como a Primeira Guerra Saudita-Raxidi ou as Batalhas sobre Alcacim, foi um conflito entre as forças leais sauditas do recém-nascido Emirado de Riade e o Emirado de Ha'il (Jabal Xamar), apoiado pelos Raxidis. Os Raxidis pró-Otomanos foram apoiados por 8 batalhões de infantaria Otomana. A maior parte da guerra foi travada numa série de batalhas esporádicas, que terminaram com uma aquisição saudita da região de Alcacim após a sua vitória decisiva em Alcacim em 13 de abril de 1906, embora outros confrontos tenham-se passado em 1907.

## Vítimas
Guerra Saudita-Raxidi (combinadas +2.607 vítimas]]:
- Batalha de Unaizah (1904) - 372 mortos.[3]
- Batalha de Buraydah - desconhecido.
- Batalha de Bekeriyah (1904) - 2,200 mortos.
- Batalha de Shinanah (1904) - desconhecido.
- Batalha de Rawdat Muhanna (1906) - +35 mortos.
- Battle de Tarafiyah (1907) - desconhecido.